# Scopula thysanopus
Scopula thysanopus là một loài bướm đêm trong họ Geometridae.